# Mikhail Kissine
Pour les articles homonymes, voir Kissine (homonymie).
Mikhail Kissine, né à Leningrad (ex-URSS) en 1980, est un linguiste belge spécialisé en pragmatique cognitive, en linguistique clinique, en sémantique et en philosophie du langage. Professeur de linguistique et directeur du Centre de recherche en linguistique (LaDisco) à l’université libre de Bruxelles, il concentre actuellement une grande partie de ses recherches sur le langage et la cognition dans l’autisme. Pour étudier les aspects qui font obstacles au développement du langage dans l’autisme, Kissine a fondé en 2015 le groupe de recherche ACTE (Autisme en contexte : Théorie et Expérience).   

## Biographie
Mikhail Kissine est né, en 1980, à Leningrad (devenue Saint-Pétersbourg) en Russie. En 2001, bien qu'il hésite un moment à entreprendre des études de mathématiques ou de physique théorique, Mikhail Kissine opte finalement pour des études de linguistique à l'Université libre de Bruxelles. Une fois son diplôme en main en 2003, il obtient une bourse de la Fondation Wiener-Anspach pour effectuer un master en philosophie de la linguistique à l'université de Cambridge. Après avoir fini ses études à Cambridge, il réintègre l'ULB pour se lancer dans une thèse de doctorat au Centre de recherche en linguistique. Sa thèse, complétée en 2007, fut consacrée aux " actes de langage " - aux facteurs cognitifs et contextuels qui font qu'une même phrase va tantôt être interprétée comme un ordre, tantôt comme une menace, tantôt comme une affirmation. Mikhail Kissine poursuit son parcours par un post-doctorat grâce à un mandat de Chargé de Recherches au FNRS et décroche, en octobre 2012, un poste de Premier assistant au Département de langues et lettres de la faculté de Lettres, traduction et communication de l'ULB.Actuellement Mikhail Kissine est professeur de linguistique et directeur du Centre de recherche en linguistique (LaDisco) à l'ULB. Les deux principaux projets actuelles de Kissine sont le projet BiBi, qui étudie l’impact du bilinguisme et du bi-dialectalisme sur le développement cognitif et linguistique et le groupe ACTE dont le but est de découvrir ce qui fait obstacle au développement du langage dans l‘autisme. 
Depuis 2019, il est bénéficiaire d'un mandat de Professeur de Recherche Francqui  ce qui va alléger sa charge d'enseignement en conséquence lui permettant de se concentrer sur ses recherches sur l'autisme. 

## Project ACTE (Autisme en Contexte: Théorie et Expérience)
Mikhail Kissine a ouvert au sein de l'Université libre de Bruxelles, un centre de recherche dédié à l'autisme et spécialement aménagé pour les personnes avec autisme et leurs familles. 
Cet espace, unique en Belgique francophone, permet de limiter l'angoisse (situations inconnues) et le stress (environnement bruyant, trop éclairés) dont pourraient souffrir les personnes avec autisme qui participent aux études. Ceci diminue également le biais scientifique au sein des études sur l'autisme (si les personnes avec autisme se sentent mieux: les observations se déroulent mieux).
Il est ouvert à toutes les équipes de recherche travaillant en Belgique sur l'autisme.   
Le Centre ACTE a mis au point un "Certificat interuniversitaire en Trouble du Spectre de l'Autisme", il s'agit d'une formation inter-universitaire sur l'autisme unique en Belgique.  

## Publications

### Co-directions
- Utterance interpretation and cognitive models (dir. avec Philippe de Brabanter), Leyde : Brill, 2009  (ISBN 9781848556508).
- Future Times, Future Tenses (dir. avec Philippe de Brabanter et Saghie Sharifzadeh), Oxford : Oxford University Press, coll. « Oxford Studies of Time in Language and Though » no 2014:1, 2014  (ISBN 9780199679157).

### Monographies
- From Utterances to Speech Acts, Cambridge : Cambridge University Press, 2013  (ISBN 9781107439665).
- Imperatives (avec Mark Jary), Cambridge : Cambridge University Press, 2014  (ISBN 9781107632356).